# USS Peary (DD-226)
Za druga plovila z istim imenom glejte USS Peary.
USS Peary (DD-226) je bil rušilec razreda Clemson v sestavi Vojne mornarice Združenih držav Amerike.
Rušilec je bil poimenovan po raziskovalcu Robertu Pearyju.